# Paweł Przewięźlikowski
Paweł Tadeusz Przewięźlikowski (ur. 29 lutego 1972) – polski biznesmen, współzałożyciel, największy akcjonariusz oraz prezes zarządu firmy biotechnologicznej Ryvu Therapeutics (wcześniej Selvita), notowanej na GPW.

## Wykształcenie
Ukończył studia w Akademii Górniczo-Hutniczej w Krakowie, gdzie zdobył dyplom mgr. inż. informatyki, oraz studia MBA na Teesside University i Akademii Ekonomicznej w Krakowie. Studiował również na Uniwersytecie Technicznym w Berlinie.

## Kariera biznesowa
W 1994 r. rozpoczął karierę w polskiej spółce informatycznej Comarch. W latach 1999–2007 był współzałożycielem, pierwszym prezesem zarządu, a później wiceprzewodniczącym rady nadzorczej portalu Interia.pl.

## Odznaczenia
Uhonorowany w 2013 Krzyżem Kawalerskim Orderu Odrodzenia Polski oraz nagrodą EY Przedsiębiorca Roku w 2015 w kategorii Nowe Technologie/Innowacyjność. Jest także członkiem Małopolskiej Rady Gospodarczej.

## Życie prywatne
Jest żonaty, ma troje dzieci.